# محسن جعفری راد
محسن جعفری راد (۱ آبان ۱۳۶۵ – ۱۸ دی ۱۴۰۱) اهل رودسر روزنامه‌نگار، نویسنده سینمایی، منتقد و کارگردان سینما و مستندساز بود
.

## زندگی‌نامه
عمده فعالیت‌های جعفری راد در مجله فیلم از سال ۱۳۸۶ تا ۱۳۹۸ انجام شد. محسن جعفری راد، فیلمسازی را از سال ۸۷ و از انجمن سینمای جوان لاهیجان آغاز کرد. او همزمان به عنوان خبرنگار، روزنامه‌نگار و منتقد در رشته‌های جامعه‌شناسی، سینما و ادبیات فعالیت داشت. همکاری با بیش از بیست نشریه عمومی و تخصصی از جمله همشهری، شرق، اعتماد، جام جم، فرهیختگان، گیلان امروز، همدلی، نوآوران، صبا، سینما؛ و ماهنامه‌ها و هفته‌نامه‌های تخصصی مانند ماهنامه فیلم، تجربه، چلچراغ و … از جمله این فعالیت‌هاست.
وی از سال ۱۳۸۷ ساخت فیلم‌های کوتاه داستانی و مستند را آغاز کرد و با انجمن سینمای جوانان ایران دفاتر لاهیجان، رشت، چالوس، مرکز گسترش سینمای مستند و تجربی، خانه مستند همکاری داشت. ساخت مستندهای «رنج زیر پوست»، «سایه‌های سبز» از مجموعه مستند «یکی از ما» و فیلم کوتاه داستانی «فقط مه واقعی است» به تهیه کنندگی رامبد جوان از دیگر فعالیت‌های او به‌شمار می‌رود. محسن جعفری راد همچنین به تدریس سینما در دانشکده‌ها و مؤسسه‌های خصوصی و انجمن سینمای جوانان ایران نیز می‌پرداخت.

### بازداشت درخیزش سراسری ۱۴۰۱
محسن جعفری راد در جریان سرکوب اعتراضات «زن زندگی آزادی»، که از ۲۶ شهریور آغاز شد در ۴ آبان در کرج بازداشت و پس از ده روز با قرار وثیقه به طور موقت آزاد شد. به نقل از همشهری: «در تاریخ ۱۹ آبان برای او به اتهام حضور، فیلمبرداری و دعوت به تجمعات کیفرخواست و دادرسی صادر شده بود.» خود او دلیل فیلمبرداری از اعتراضات را ساخت مستند عنوان کرده بود. او با قرار کفالت در ۱۴ آبان ۱۴۰۱ آزاد شد.

## درگذشت
جعفری راد در ۱۸ دی ۱۴۰۱ در منزل خود درگذشت. او که در ۳۶ سالگی درگذشته است، به گفته هوشنگ گلمکانی، مدیر مجله «فیلم امروز»، به علت «خودکشی» فوت کرده است. دادستان البرز نیز این ادعا را تایید کرد که وی با قرص برنج مسموم و در بیمارستان درگذشت.